# Secret maçonnique
Le thème du secret maçonnique est l'un des éléments essentiels de l'initiation en franc-maçonnerie. À l'époque des corporations de maçons opératifs, des « secrets » du métier que les professionnels s'attachent à conserver sont transmis entre ouvriers du chantier. La franc-maçonnerie « spéculative » (c'est-à-dire « philosophique ») qui reprend culturellement une part de ces symboles et dès lors qu'elle se structure en obédience maçonnique en Angleterre en 1717, préconise à ses membres un engagement de discrétion qui vise à garder secret les moyens symboliques de reconnaissance de ses membres, de ses « signes, paroles et poignées de mains » (« signs, words and grips »).
Bien que ces « secrets » aient été publiés et divulgués par des indiscrétions au public, en Angleterre comme en France, dès les années 1730, les francs-maçons ont toujours continué à les respecter et à s'interdire de les communiquer en dehors de leurs loges. Progressivement, ce thème du secret a continué à se développer, et on distingue aujourd'hui différents aspects historiques, initiatiques, philosophiques et pratiques du secret maçonnique.

## Les«secrets maçonniques»
Les anciennes confréries opératives en Angleterre et en Écosse placent dans la connaissance d'un « Mot de Maçon » une reconnaissance de la qualité d'un ouvrier sur le chantier. Cette reconnaissance lui permet d’être reconnu comme apprenti du métier et d'avoir les droits inhérents à son état de connaissance. Les manuscrits des anciens devoirs explicitent les avantages de cette situation de connaissance des pratiques du métier.
L'obligation des francs-maçons spéculatifs qui prêtent serment de garder les secrets de l'ordre relèvent des obédiences maçonniques le plus souvent, les constitutions d'Anderson ne faisant état d'aucun secret, mais invite à la discrétion.

## Les Anciens devoirs
Une cérémonie de réception d'un nouveau membre dans la corporation des maçons en Angleterre selon les usages du Moyen Âge, se pratique dans les corporations. C'est à cette forme de serment issue des manuscrits dit des Anciens devoirs que l'auteur Patrick Négrier donne le nom de « Rite des Anciens devoirs », sans que ce nom ou l'existence d'un rite en tant que tel ne soit attesté par des documents historiques.
Cette cérémonie de réception comprenait trois moments successifs pouvant s'apparenter à une ébauche de rituel :
- Le nouveau membre posait la main sur le livre des Devoirs du métier, pendant qu'on lui donnait lecture des préceptes qu'il contient.
- Une brève exhortation solennelle suivait, exigeant du postulant le respect de ces règles.
- Un avertissement était enfin donné, exposant au postulant qu'il commettrait une grave faute, devant Dieu, s'il manquait à sa parole de respecter ces devoirs.

## Le rite du Mot de maçon
La cérémonie du Rite du Mot de maçon d'origine calviniste qui apparaît plus tard en Écosse, entre 1628 et 1636, a deux particularités :
- Elle ne comprend pas en général de transmission de signes ou mots secrets. On trouve cependant quelques exceptions tardives, mentionnées dans les manuscrits connus sous les noms de Grand Lodge 2, Harris 1, Buchanan et Colne 1 (c. 1685)[4].
- Son serment se prête sur le « Livre des devoirs » du métier, et non pas sur la Bible, conformément aux usages catholiques et anglicans et à l'interdiction contenue dans l'Évangile, Mt. 5,34-36.

## Les divulgations
Le secret maçonnique a en fait été abondamment divulgué au public dès les origines de la franc-maçonnerie spéculative. Parmi les divulgations les plus anciennes et les plus célèbres, on compte :
- « Le tuilage d'un franc-maçon » (« A mason's examination »), publiée à Londres en 1723. C'est la plus ancienne divulgation imprimée connue[5].
- « La franc-maçonnerie disséquée » (« Masonry dissected »), de Samuel Prichard, imprimé à Londres en 1730[6]. C'est une des plus célèbres.
- « La réception d'un frey-maçon », première divulgation en langue française. Publiée en 1738 dans la « Gazette de Hollande ». Elle fait suite aux perquisitions du lieutenant de police Hérault ainsi qu'au témoignage d'une demoiselle Carton, danseuse d'opéra, à laquelle un frère se serait confié.
- « Trois coups distincts » (« Three Distinct Knocks »), célèbre divulgation de 1760.

## Controverses
L'apparition des hauts grades maçonniques, à partir des années 1740, a relancé les controverses autour du secret maçonnique. On a vu en particulier apparaître à la fin du XIXe siècle la thèse, soutenue à la fois par certains francs-maçons et par certains anti-maçons, selon laquelle le véritable secret maçonnique ne serait pas celui exposé dans les diverses divulgations ou autres rapports de police et resterait ignoré de la plupart des francs-maçons eux-mêmes. Selon cette thèse, invérifiable par nature et très en vogue parmi les théories du complot, seuls les membres des plus hauts grades le connaîtraient.